# Даниел Димитров
Даниел Димитров е български футболист, играч на Марек (Дупница).